# Polonéza

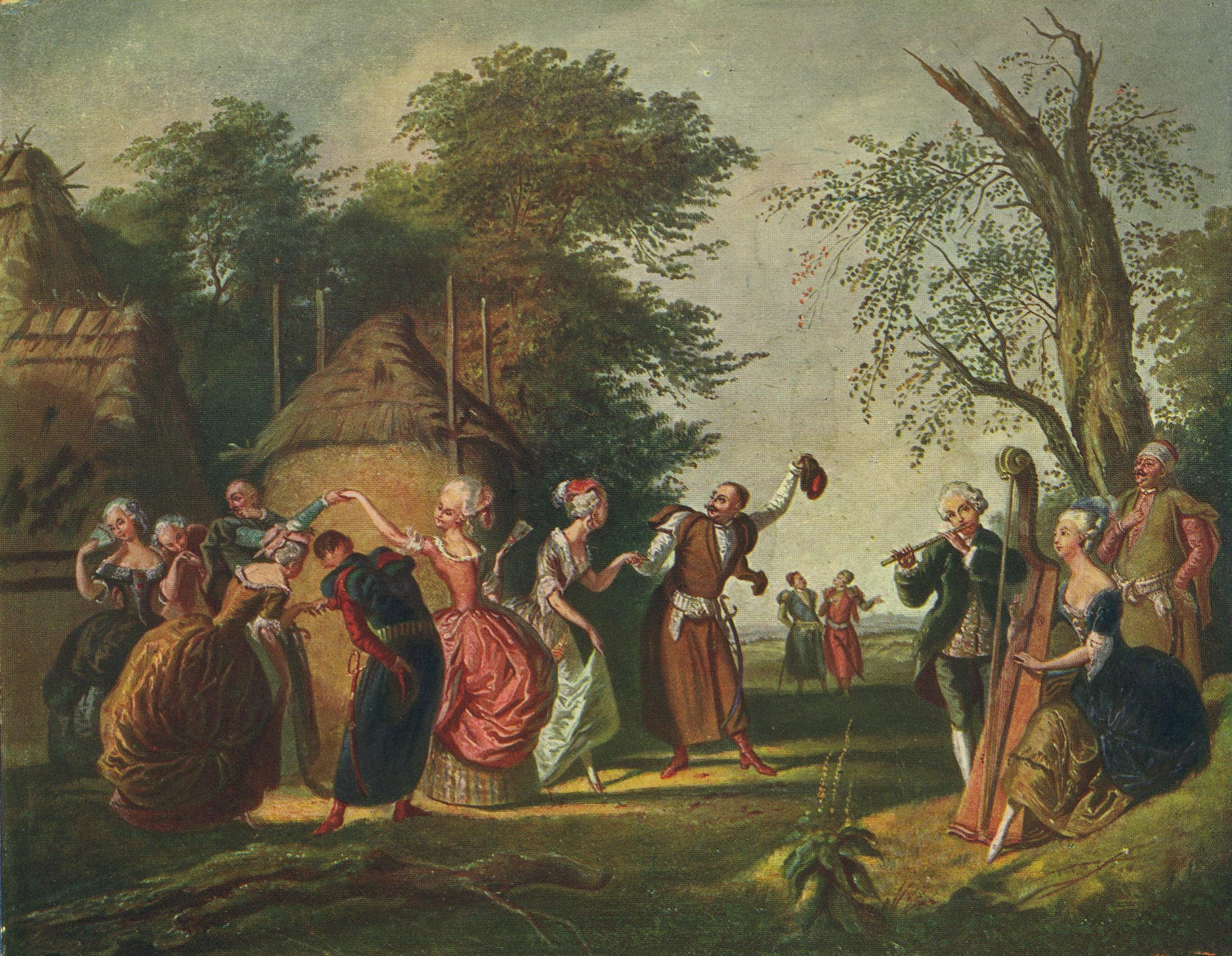
Poláci tančí polonézu na obrazu od Korneli Szlegela

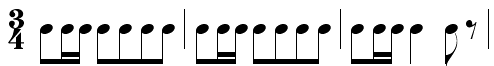
typický rytmus polonézy

Polonéza je svým původem vznešený polský procesní tanec, tančený páry dokola v tanečním sále, hudba je v trojdobém metru a mírném tempu.

## Vznik
Podoba samotného tance je odvozena z taniec polski (Polský tanec) 18. století – tato forma byla postupně odvozena z tance chodzony (chozený), populárního v 17. století, kde byl znám především jako pieszy (pěšák, pro pěší) nebo i taniec chmielowy (poskočný). Pozdější forma měla také své kořeny ve folklórních svatebních tancích, ze kterých se následně vyčlenila a vstoupila do tanečního repertoáru šlechty. Polské jméno tance, polonez, vychází zřejmě z francouzského termínu polonaise, který se objevil v 17. století, rovněž přijatého v Anglii. Polský termín tak nahradil dřívější jméno taniec polski v 18. století. Nejstarší polský původní hudební pramen je pravděpodobně sbírka rukopisů 62 polonéz Josepha Sychry z roku 1772.
Před koncem 16. století byly polské folklórní tance, předchůdci polonézy, “adoptovány” nižšími vrstvami vyšší společenské třídy (venkovskou šlechtou a méně významnou aristokracií). Zpočátku si udržovaly pouze zpívaný doprovod, ale jak se tyto tance stávaly populárnějšími mezi lidmi s “vyšším” statutem, hudba byla postupně přenesena i hudebníkům doprovázejícím dvorské taneční zábavy. Dvorská polonéza byla tak posléze hrána hudebníky na galeriích rozlehlých uvítacích sálů, zatímco slavnostně oblečené shromáždění pod nimi tančilo v procesních figurách. V této formě byl tanec přenesen do nanejvýš urozeného projevu polského národního ducha a stal se postupem času nejreprezentativnějším polským tancem v Evropě.
Nejranější melodie polských folklórních tanců, z kterých byla polonéza odvozena, byly shromážděny Oskarem Kolbergem (* 1814, † 1890) v polovině 19. století. Skládají se zde z krátkých frází v třídobém metru bez zdvihové doby, často charakterizovanými dvoutaktovým úsekem zopakovaným uprostřed.
Jak polonéza přestávala být tanec s výhradně zpívaným doprovodem a stávala se převážně instrumentální záležitostí, došla záhy stylistických i formálních změn. Především melodie se stávaly širšího rozsahu a více ornamentální. Polonézy začaly být také někdy prováděny s kontrastním středním dílem – triem (“vypůjčeným” z formální stavby dvorského menuetu; takové trio se poprvé objevilo v polonézách Michała Kleofase Ogińskeho), nebo též sledující rozvrh ronda s vracejícím se refrénem a kontrastními epizodami.
Existují v zásadě dva charakteristické rytmy, dle kterých lze polonézu lehce rozeznat: osmina následovaná dvěma šestnáctinami a poté čtyři osminky v ¾ taktu na začátku tance (vrchní obrázek), nebo kadenční formule čtyř šestnáctek a dvou čtvrťových not (obrázek dole).
Abychom získali představu o všech charakteristikách klasické polonaise v ne-polské umělecké hudbě (mírné tempo, třídobé metrum, jednotlivé fráze bez zdvihů, opakovaná rytmická figura a závěrečná formule), lze mezi prvními příklady najít některá díla Johanna Sebastiana Bacha (Francouzská suita č. 6, Orchestrální suita č. 2). Němečtí skladatelé, pro které polonéza představovala “polský vkus a polský styl”, často uváděli polonézu jako jednu část svých rozsáhlejších kompozic – tanečních suit nebo sonát (např. Georg Philipp Telemann, Wilhelm Friedemann Bach, Johann Philipp Kirnberger, Johann Schobert, ale i W. A. Mozart). Po roce 1800 začala být instrumentální podoba polonézy v Polsku kultivována skladateli jako Michał Kleofas Ogiński (20 polonéz), Wojciech Żywny, Józef Elsner, Józef Kozłowski, nebo Karol Kurpiński. Popularita některých polonéz těchto skladatelů značně přispěla k rozšíření tohoto žánru napříč Evropou, zejména v jejich salonní podobě (za všechno lze jmenovat např. polonézy klavírní virtuozky Clary Schumannové). Obecně je za největšího skladatele polonéz v klasické hudbě považován právě Fryderyk Chopin, jehož skladby pro klavír učinily z tohoto tance hudební symbol Polska.
Polonézy se také objevily v oblasti hudby komorní, v koncertech i operách, často s titulem Polacca. Je možná zajímavé zmínit se o tom, že během historických úseků, kdy Rusko okupovalo až jednu třetinu Polského území, byli někteří ruští skladatelé „lákáni“ hudební formou polonézy, jež nabývala významu „vznešenosti“ či „královské důstojnosti“ a byla často spojena s postavou cara, nebo obecně vládnoucích postav. V ruských operách se také objevila jako symbol polské aristokracie (např. Musorgského Boris Godunov, Čajkovského Evžen Oněgin), nebo např. nostalgické polonézy M. K. Ogińského (zejména v jeho Sbohem vlasti) se staly v Rusku velmi populární a byly i aranžovány a transkribovány pro množství instrumentálních obsazení.
Dlouhý a bohatý vývoj této hudební formy lze v dnešní době posuzovat jako velmi přínosný a obohacující pro celý hudební svět, kdy primární vnímání je stále v rovině polské noblesy a odkazu polské aristokracie. Proto se často hraje na velmi významných událostech, či například v tanečních kurzech na poslední lekci tzv. věnečku.